# آیاکاپی
آیاکاپی (به ترکی استانبولی: Ayakapı) یک منطقهٔ مسکونی در ترکیه است که در ناحیه فاتح در استان استانبول واقع شده‌است.
این منطقه در قسمت ساحلی ناحیه شاخ طلایی قرار دارد.